# 乔斯维达雀
，是雀形目维达雀科的一种鸟类。

## 特征
乔斯维达雀体重约12.8克，翼长约66.4毫米，喙宽度约4.6毫米，喙厚度约6毫米，嘴峰长约10.1毫米，跗蹠长约14.1毫米，尾长约38.2毫米。
乔斯维达雀是留鸟，栖息在岩石环境，它们是植食性动物，主要以植物的种子或坚果为食。它们分布在尼日利亚北部的乔斯高原。